# Flybot
Als Flybot (englisch to fly für fliegen oder fly Fliege, bot abgekürzt für robot Roboter) werden ferngesteuerte, meist kleine Fluggeräte für den vorwiegend militärischen Einsatz bezeichnet. Prototypenentwicklungen sind bekannt vom Air Force Research Laboratory der US-Luftwaffe und der Harvard University, als mögliche Einsatzzwecke werden Aufklärung und der Transport explosiver Ladungen diskutiert. Um Flybots zu tarnen, wird an Bauformen gearbeitet, die in Form, Größe und Flugverhalten Insekten und Kolibris ähneln.